# Fang (popolo)
I fang sono un popolo africano presente in Camerun, Gabon e Guinea Equatoriale / Rio Muni (o Mbini), nonché nel gruppo insulare Pedro Escobar (regione meridionale delle Sporadi di Guinea costituita dalle isole Principe, São Tomé e Annobón), dove furono trasferiti dai portoghesi come forza lavoro; in seguito i fang sono stati nuovamente trasferiti ad opera del regime della Guinea Equatoriale, dal territorio continentale di Mbini anche nella regione insulare di Bioko (isola Fernando Póo, costituente la regione settentrionale delle Sporadi di Guinea). Nella parte continentale vivono tra foresta e savana in una zona la cui parte meridionale è attraversata dall'Ogooué.
Occuparono questi territori nella seconda metà del XVIII secolo e successivamente si sono dispersi per le eccessive migrazioni e hanno pertanto adottato i caratteri culturali dei popoli incontrati nelle loro peregrinazioni. Le divisioni e gli spostamenti di questo popolo rendono estremamente difficile determinare in modo rigoroso la natura dei gruppi attualmente presenti nella regione fang; di conseguenza le identità tribali hanno perduto da tempo il loro significato sociologico. Le migrazioni sono state contrassegnate da un processo di dominazione militare per il controllo dei circuiti tant'è che Georges Balandier definì i fang un popolo di guerrieri.

## Società
Società che presenta una struttura costituita da lignaggi patrilineari a incastro. Da notare che la scissione dei clan esogami porta ai lignaggi costitutivi dei villaggi; questa situazione è dovuta ad un'organizzazione sociale che accorda la preminenza economica e politica agli anziani. La volontà di indipendenza espressa dai “capi” dei lignaggi, nel momento in cui il loro gruppo raggiunge una certa entità, non viene più contestata, di conseguenza è la personalità dei capi che determina l'importanza e la coesione dei gruppi.
La società fang non presenta organizzazioni gerarchiche tanto che non esiste un termine proprio per designare il capo perché i deboli legami con la terra hanno reso impossibile la stabilizzazione sociale basata sulla territorialità; di conseguenza i fang non conoscono il significato di schiavitù, nemmeno quella domestica.
Di fatto, il più influente è il più capace, anche se nei villaggi la qualifica di capo viene in generale attribuita da figlio maggiore a figlio maggiore nel lignaggio del fondatore.
Il capo, a sua volta, è controllato da un consiglio che non comprende soltanto i rappresentanti dei lignaggi minori, ma è aperto anche al miglior guerriero, al più ricco, al più abile nel risolvere le dispute nonché ai dignitari delle “associazioni”.

## Associazioni fang
Il sistema delle associazioni assicura una coesione sociale altrimenti difficile da realizzare. Il culto bieri è contemporaneamente un culto di iniziazione e degli antenati: si afferma la continuità del lignaggio e l'iniziazione a questo culto crea gruppi di giovani che appartengono alle stesse classi di età. Tuttavia esistono associazioni che non funzionano nell'ambito della parentela. Il ngil è un'associazione rituale, la cui presenza è sollecitata nei momenti di grave crisi: serve al tempo stesso da elemento di coesione fra le tribù e i clan. I membri del ngil portano severe maschere bianche.
I fang hanno anche altre associazioni di uomini con funzioni specializzate: una di queste è esercitata dall'akum, una specie di cantastorie che interviene durante i funerali e le trattative commerciali.
Infine, l'associazione detta degli stregoni svolge il ruolo più ambiguo di opposizione all'ordine sociale; per Balandier rappresenta la “parte più individualizzante, più rivoluzionaria della cultura fang”.

## Sussistenza
Questa società, il cui insediamento sociale è eterogeneo, basa il proprio legame su una duplice esogamia di clan, paterna e materna. L'antica divisione del lavoro – caccia e commercio per l'uomo, agricoltura per la donna – è scomparsa con le coltivazioni commerciali: cacao, arachidi, palma da olio. Le colture alimentari sono costituite essenzialmente da manioca, igname, granturco e banana. I fang si dedicano anche alla caccia e raccolta. Il commercio dell'avorio è scomparso e le piantagioni costituiscono la ricchezza degli abitanti dei villaggi, oggi non più nomadi, e il loro sviluppo ha portato alla creazione di società di lavoro di giovani che non esistevano nella società fang originaria.

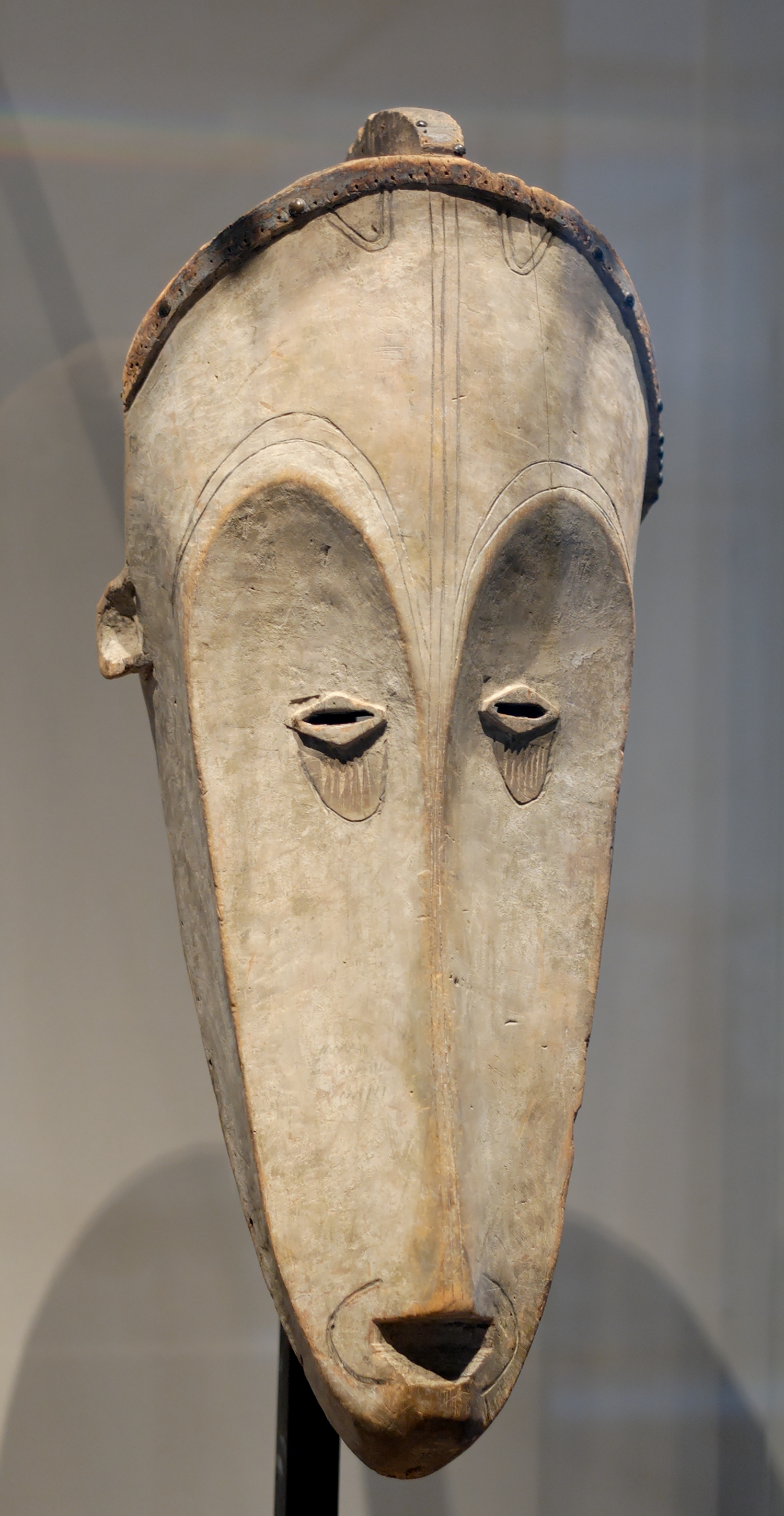
Maschera fang usata nelle cerimonie magiche

## Religione
La presenza coloniale ha provocato la diffusione di un culto originale, il bwiti. Questo termine designa sia la divinità superiore che si rivela all'iniziato cioè il palo scolpito che costituisce l'elemento fondamentale del tempio, sia la società degli adepti. Il tempio è fondato sulle reliquie di un uomo potente; l'appartenenza a un culto avviene a partire da una scelta personale. Tuttavia, il sincretismo bwiti lascia spazio a numerosi elementi cristiani, che tendono a trasformarlo in una religione unitaria, persino monoteistica. I fang sono anche cattolici, mentre non conoscono la religione musulmana.

## Arte
Le arti plastiche, in particolare la statuaria, costituiscono una produzione molto elaborata. La ieraticità e semplicità delle grandi maschere rendono l'arte dei fang tra le più creative e originali dell'Africa occidentale.